# 濟阿馬山

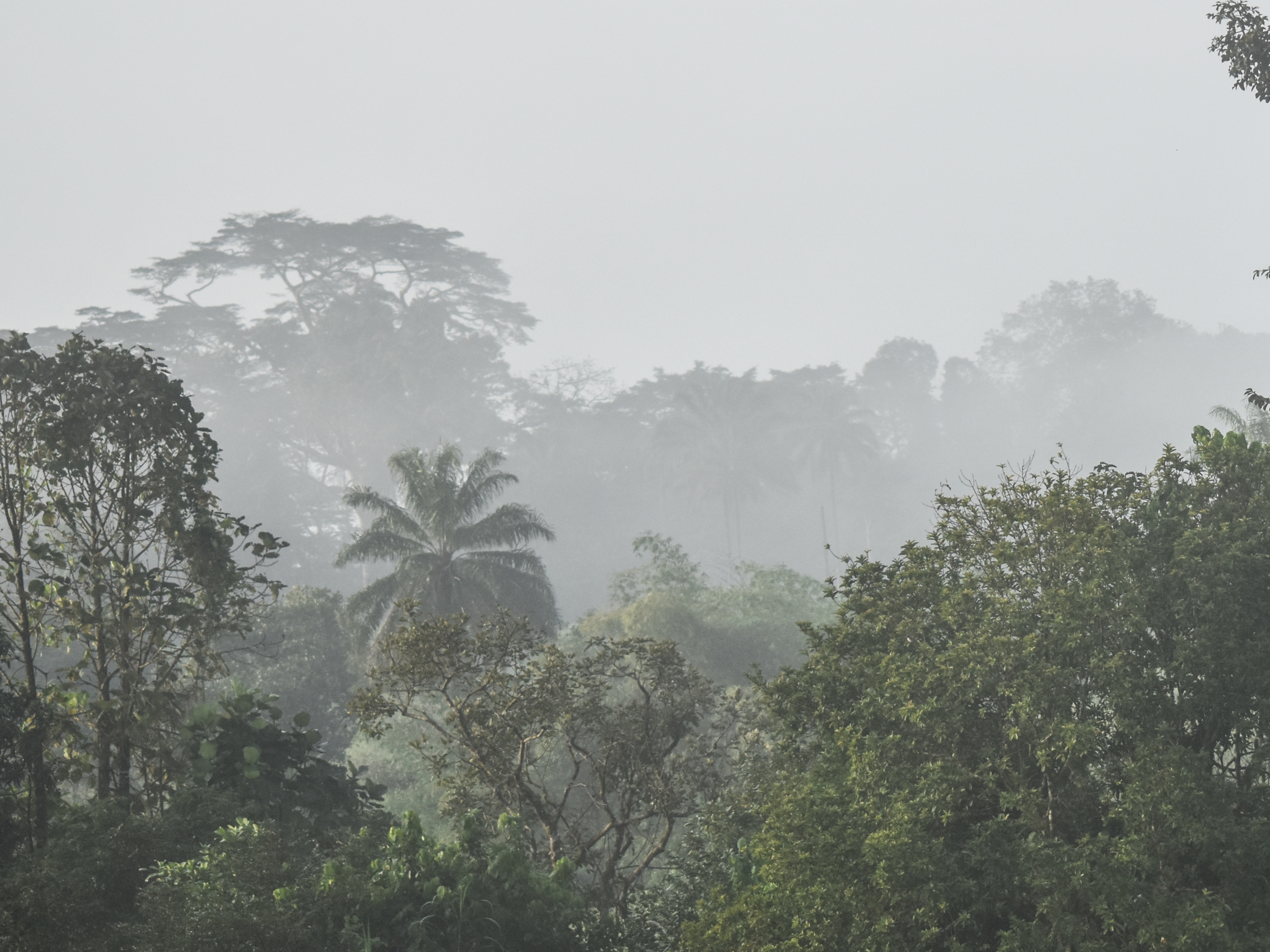

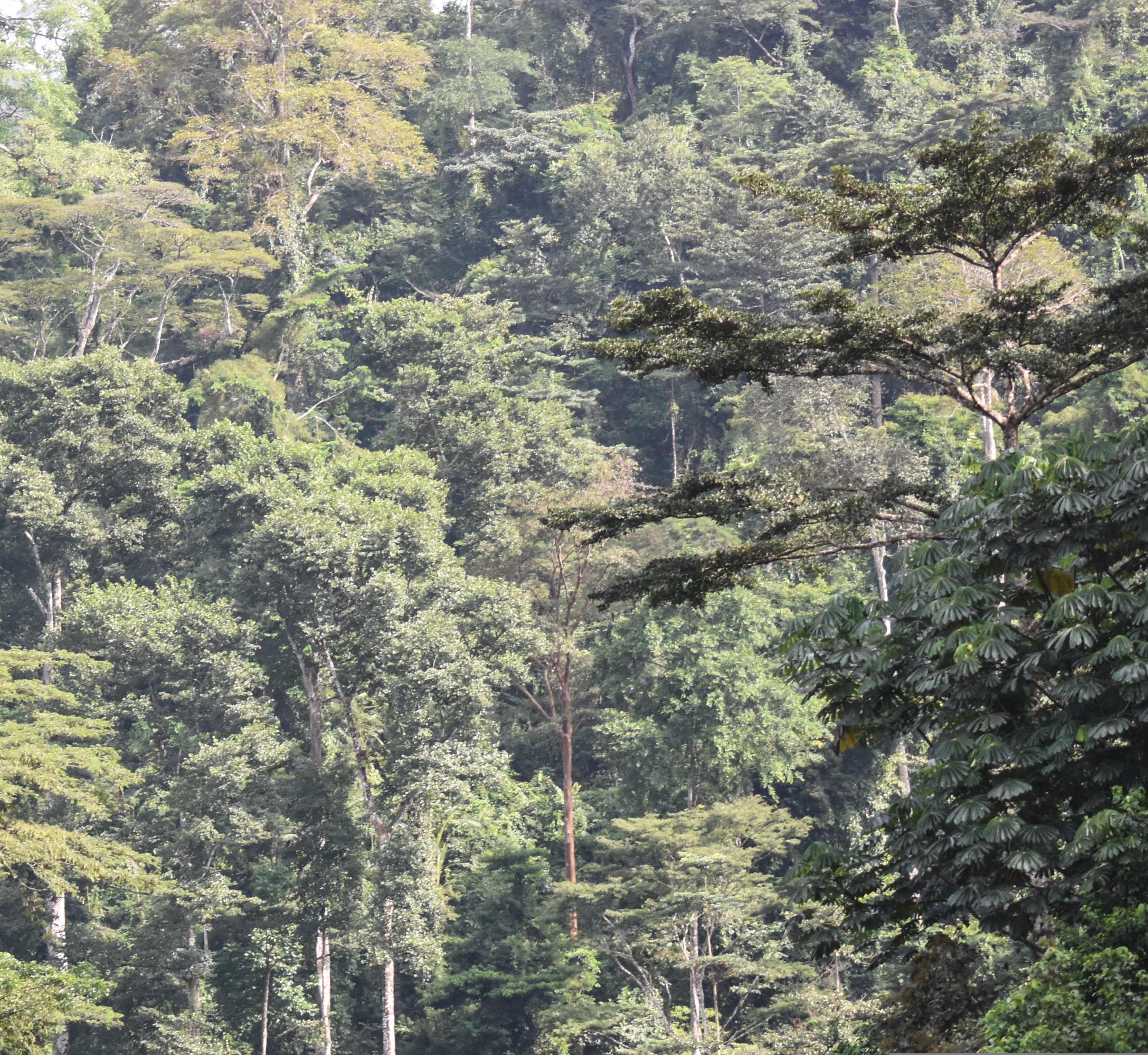

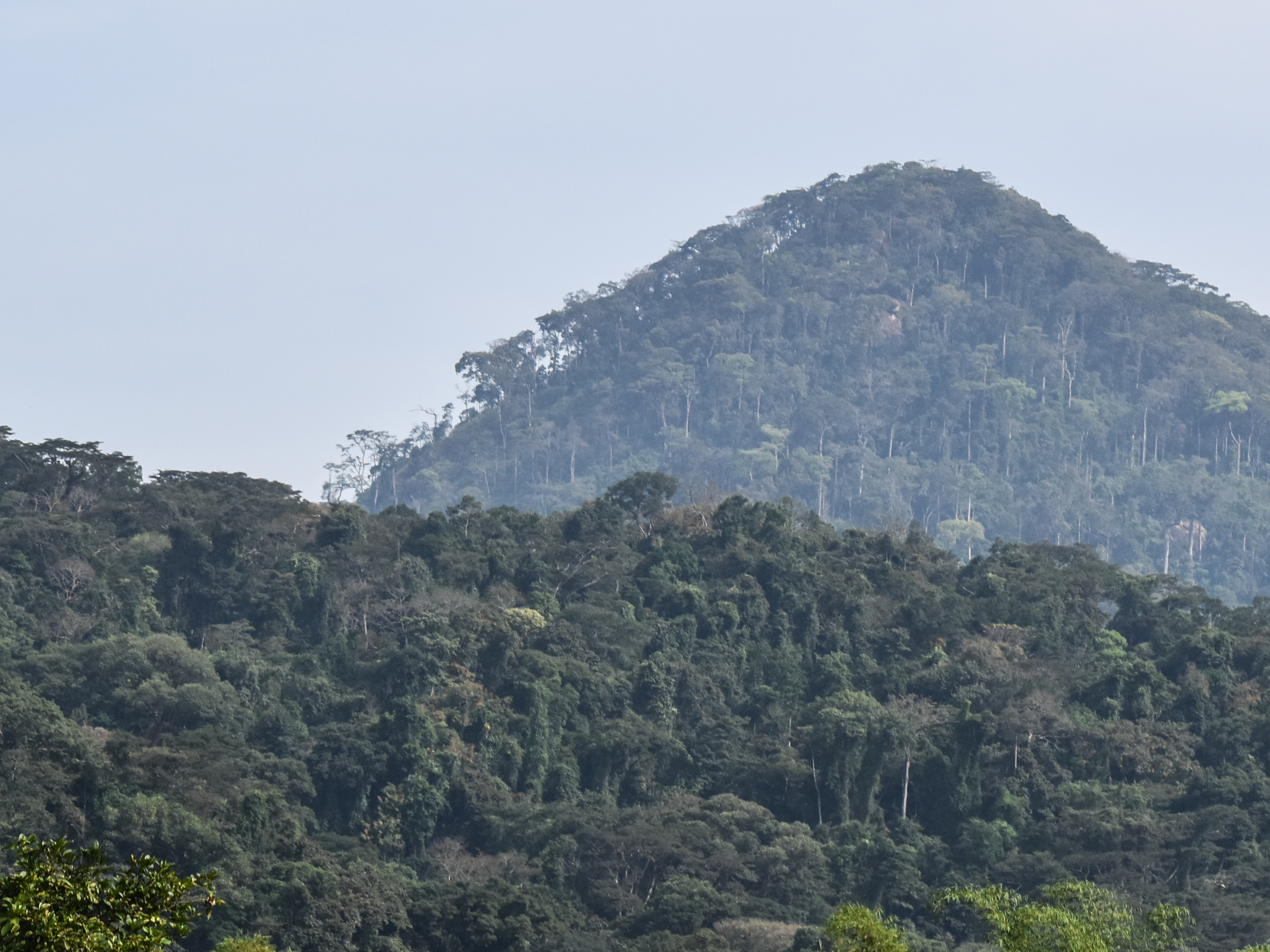

8°14′N 9°22′W / 8.24°N 9.36°W
濟阿馬山（法語：Massif de Ziama）是畿內亞的山脈，位於該國東南部，處於恩澤雷科雷大區，最高點海拔高度近1,400米，有山谷、高原、圓形山脊、岩石山峰、陡峭懸崖和花崗岩等森林景觀。